# جيورجي دوبروفولسكي
جورجي دوبروفولسكي (بالإنجليزية: Georgy Dobrovolsky)‏ (و. 1928 – 1971 م) هو رائد فضاء، وطيار من الاتحاد السوفيتي . ولد في أوديسا.
وهو عضو في الحزب الشيوعي السوفيتي .
توفي في 29 يونيو 1971 خلال مهمة سويوز 11، برفقة فيكتور باتساييف وفلاديسلاف فولكوف خلال عودتهم إلى الأرض.

## ريادة الفضاء
شارك في المهمات الفضائية:
- سايوز 11.

## التعليم
تعلم في أكاديمية جاجارين للقوات الجوية.

## جوائز
حصل على جوائز منها:
- وسام لينين
- وسام جدارة المعركة
- بطل الاتحاد السوفيتي
- Pilot-Cosmonaut of the USSR.

## روابط خارجية
- جورجي دوبروفولسكي على موقع الموسوعة البريطانية (الإنجليزية)
- جورجي دوبروفولسكي على موقع مونزينجر (الألمانية)